# باولو توليو
باولو توليو (بالإيطالية: Paolo Tullio)‏ هو مؤلف إيطالي، ولد في 1949 في لاتسيو في إيطاليا، وتوفي في 5 يونيو 2015 في دبلن في جمهورية أيرلندا.

## وصلات خارجية
- باولو توليو على موقع IMDb (الإنجليزية)
- باولو توليو على موقع تيرنر كلاسيك موفيز (الإنجليزية)